# گاوچران میلیونر
گاوچران میلیونر (انگلیسی: The Cowboy Millionaire) فیلمی در ژانر وسترن و درام به کارگردانی فرانسیس باگز و اوتیس ترنر است که در سال ۱۹۰۹ منتشر شد. از بازیگران آن می‌توان به ویلیام گاروود و تام میکس اشاره کرد.